# Portrait d'un chevalier
Portrait d'un chevalier, ou Jeune chevalier dans un paysage, est un tableau de Vittore Carpaccio, peintre de la Renaissance italienne. Présumé réalisé en 1510, il représente un jeune chevalier portant un béret et tenant la poignée de son épée, dans un décor riche d'animaux et de plantes. Il est conservé au musée Thyssen-Bornemisza de Madrid.

## Réalisation
Le tableau est daté de 1510. La figure du portrait n'est pas certaine, la théorie qui en fait un portrait posthume de Ferdinand II d'Aragon peint entre 1495 à 1500 étant soumise à controverses. Une hypothèse récente suggère le nom de Marco Gabriel, patricien vénitien et recteur de forteresse de Modon, dans le Péloponnèse. Selon cette interprétation, l'œuvre a été commandée  à Carpaccio par la famille Gabriel à la suggestion de Paolo Vallaresso, recteur de la forteresse de Corone, et commanditaire du cycle de la Scuola di San Giorgio degli Schiavoni. Le but serait de racheter l'honneur de Marco Gabriel, accusé de lâcheté pendant le siège ottoman de Modon (1500) et pendant sa captivité à Constantinople, où il fut finalement décapité par ordre du Sultan Bayézid II le 4 novembre 1501. 
Il pourrait former le plus ancien portrait en pied connu dans la peinture occidentale. 

## Description
Il s'agit d'un portrait de jeune chevalier portant un béret, la main droite sur la poignée de son épée, rangée dans son fourreau. Le décor est particulièrement riche, puisque la toile comporte un cavalier dont le profil se détache des murs du bord d'un château sans perspective à gauche, avec la découpe d'une enseigne représentant un cheval au galop qui le surmonte, plusieurs chiens, des oiseaux (un paon symbole de l'immortalité), un héron et une buse s'affrontant dans le ciel, une hermine (symbole de pureté et de l'intégrité), un cerf, des lapins et une végétation composée de différentes espèces d'arbustes et de fleurs et de feuilles bien détaillées et reconnaissables. La gestion de la lumière est typique de l'école vénitienne, en particulier de Giovanni Bellini et d'Antonello de Messine,,.
Un cartellino  affiche les mots MALO MORI / QUAM / FOEDARI (« Plutôt la mort que le déshonneur »), qui recommande le chevalier à la Vertu.